# Al-Hajj
Al-Hajj (Il Pellegrinaggio) è la ventiduesima Sura del Corano, una sura medinese composta da 78 versetti. Il nome della sura deriva dal pellegrinaggio (Hajj) alla Mecca, un importante rito islamico e uno dei cinque pilastri dell'Islam. Questa sura tratta una varietà di temi, tra cui il culto, il sacrificio, la resurrezione, il Giorno del Giudizio e la comunità dei credenti.

## Contenuto

### Introduzione e il Giorno del Giudizio
Versetti 1-2: La sura inizia con un potente richiamo al Giorno del Giudizio, descrivendo il caos e il terrore che accompagneranno questo evento. L'umanità è invitata a temere Allah e a riflettere sulla realtà della resurrezione.

### Creazione e Resurrezione
Versetti 3-7: Viene sottolineato il potere di Allah come Creatore e la realtà della resurrezione. Gli uomini sono ammoniti riguardo alla loro incredulità e invitati a considerare i segni della creazione come prova del potere di Allah.

### Storia dell'umanità e Riflessioni
Versetti 8-18: Questa sezione affronta l'ostinazione degli uomini nel rifiutare la verità e nel seguire le proprie passioni. Viene esortato l'uso della ragione e la riflessione sui segni di Allah presenti nell'universo.

### Il Pellegrinaggio (Hajj)
Versetti 26-37: La sura descrive i riti del pellegrinaggio alla Mecca, inclusa la purificazione, il sacrificio e la preghiera. Si menziona la storia di Abramo (Ibrahim), che fu incaricato di costruire la Kaba e di chiamare l'umanità al pellegrinaggio. Viene sottolineata l'importanza del sacrificio, non come semplice atto rituale, ma come simbolo di devozione e obbedienza ad Allah.

### Guerra e Giustizia
Versetti 38-41: Questa sezione discute la legittimità della guerra difensiva e la protezione delle comunità di credenti. Viene enfatizzata l'importanza della giustizia e del sostegno ai deboli e agli oppressi.

### Unicità di Allah e Rifiuto dell'Idolatria
Versetti 42-51: La sura condanna l'idolatria e ribadisce l'unicità di Allah. Gli esempi dei popoli distrutti per la loro incredulità vengono citati come ammonimenti.

### Missione dei Profeti e Responsabilità dei Credenti
Versetti 52-67: Viene discussa la missione dei profeti come guide per l'umanità. Si enfatizza la responsabilità dei credenti di seguire il messaggio divino e di mantenere la purezza della fede.

### Esortazioni Finali e Promesse Divine
Versetti 68-78: La sura si conclude con esortazioni alla pazienza e alla perseveranza nella fede. Viene ribadita la promessa della ricompensa per i credenti e la punizione per i miscredenti. Viene anche sottolineata l'importanza della comunità dei credenti come testimoni della verità divina.

## Analisi
La Sura Al-Hajj è significativa per la sua trattazione del pellegrinaggio alla Mecca, uno dei riti più importanti dell'Islam. La descrizione dettagliata dei riti del pellegrinaggio e il richiamo alla storia di Abramo sottolineano l'importanza di questo atto di devozione.
La sura offre anche importanti lezioni sulla fede, la giustizia e la responsabilità dei credenti. Le esortazioni alla riflessione sui segni della creazione, alla preparazione per il Giorno del Giudizio e alla perseveranza nella fede sono rilevanti per i musulmani di ogni epoca.
Attraverso le sue narrazioni e i suoi ammonimenti, la Sura Al-Hajj invita i credenti a riconoscere la sovranità di Allah, a seguire la guida del Corano e a vivere una vita di devozione, giustizia e rettitudine.